# Victor Boin
Pour les articles homonymes, voir Boin.
Victor Boin (Anvers, 28 février 1886 – Bruxelles, 31 mars 1974) est un sportif belge.

## Biographie
À l'âge de 2 ans, il remporte le prix de santé lors de l'« Exposition Internationale d'Hygiène et de Sauvetage d'Ostende » un concours de beauté pour bébés. Quinze ans plus tard, alors qu'il n'est âgé que de 17 ans, il crée le premier club de hockey sur glace en Belgique : la Fédération des Patineurs de Belgique voit le jour le 17 décembre 1903. La même année, il obtient sa première carte de journaliste mais continue à s'occuper du FPB en devenant son premier président. Deux ans plus tard, Boin créé un nouveau club belge : le Cercle des Patineurs de Bruxelles.
En 1908, il est sélectionné pour représenter la Belgique aux Jeux olympiques d'été de Londres en participant à plusieurs épreuves : il est ainsi membre de l'équipe de Belgique de water polo qui remporte la médaille d'argent du tournoi en finissant derrière l'équipe locale. Il participe également au 100 mètres nage libre hommes mais est éliminé au premier tour.
Quatre ans plus tard, il participe une nouvelle fois aux Jeux olympiques de Stockholm. Il participe une nouvelle fois au tournoi de water polo et cette fois remporte une médaille de bronze. Il participe également à la compétition d'escrime et finit à la quatrième place.
En 1913, il crée l'Association professionnelle belge des journalistes sportifs et le 1er février 1915, il s'engage dans l'Armée belge lors de la Première Guerre mondiale. il rejoint une unité d'autos camions mitrailleuses puis passe son brevet de pilote pour rejoindre la « compagnie des aviateurs », composante Air de l'Armée. En juillet 1918, il pilote un avion à bord duquel se trouve la Reine Élisabeth de Belgique, et traverse la Manche.
À la suite de la guerre, il participe une nouvelle fois aux Jeux olympiques de 1920 qui se jouent alors à Anvers. Il est mis en avant par son pays en étant le porte-drapeau de la délégation belge et le premier athlète à prononcer le Serment olympique : « Nous jurons de prendre part aux Jeux olympiques en compétiteurs loyaux, d'observer scrupuleusement les règlements et de faire prouve d'un esprit chevaleresque pour l'honneur de nos pays et pour la gloire du Sport ». Éliminé lors du premier tour de la compétition individuelle de l'épée, il remporte tout de même la médaille d'argent lors de l'épreuve par équipe.
Sportif éclectique, Victor Boin a également remporté des prix dans les championnats belge et européen en boxe, hockey sur glace, patinage, tennis, athlétisme, natation, sports moteurs et jiujitsu.
Victor Boin est également un journaliste sportif, cofondateur en 1908 et président pendant 20 ans de l’Association Professionnelle Belge des Journalistes Sportifs. En 1924, il crée l’Association Internationale de la Presse Sportive (AIPS). 
De même, Il est actif dans le monde sportif comme administrateur de nombreuses organisations. En 1960, il fonde la Fédération sportive belge des Handicapés qu’il préside jusqu’à son décès. De 1955 à 1965, il est président du Comité olympique belge.

## Hommage et distinctions
Après sa mort en 1974, le Bain de la Perche, piscine communale à Saint-Gilles, est rebaptisé « Piscine Victor Boin » en son honneur. On trouve également le « Stade Victor Boin » à Laeken.
Les distinctions suivantes lui ont été attribuées :
- Croix de guerre 1914-1918 (Belgique) ;

- Officier de l'ordre de la Couronne de chêne en 1939 (Luxembourg).

## Archives
Les archives, la bibliothèque et le cabinet de travail de Victor Boin sont présentés au Sportimonium Sport Museum à Hofstade.